# Victor Meyer
Victor Campbell Meyer (1920 – 2005) è stato uno psicologo polacco naturalizzato britannico.

## Biografia
Originario della Polonia, si arruolò nella RAF durante la seconda guerra mondiale, ma il suo aereo venne abbattuto in Francia e lui catturato come prigioniero di guerra.
Laureatosi in psicologia all'Università di Manchester, entrò come assistente di ricerca di Hans Eysenck all'istituto di psichiatria dell'Università di Londra, lavorando nell'ospedale Maudsley. Dopo aver conseguito il dottorato di ricerca in psicologia clinica, nel 1959 divenne docente della stessa disciplina e passò all'ospedale Middlesex di Londra.
Nel 1966 un suo studio scientifico descriveva per la prima volta l'efficacia della terapia del comportamento nel trattare due pazienti affetti da disturbo ossessivo-compulsivo nell'ospedale Middlesex.
Nel 1970 pubblicò insieme allo psichiatra Edward Stewart Chesser il saggio La terapia comportamentale, che divenne immediatamente un classico di psicologia clinica. Nel 1972, su invito di Marcello Cesa-Bianchi, tenne un ciclo di lezioni sulla terapia del comportamento alla scuola di specializzazione in psicologia dell'Università Statale di Milano e partecipò al convegno internazionale, organizzato da Ettore Caracciolo, sui "Recenti sviluppi nella psicologia dell'apprendimento" a Villa Falconieri a Frascati, in cui espose la relazione sulla terapia del comportamento; subito dopo venne chiamato dall'Istituto di psichiatria dell'Università di Roma "La Sapienza" a tenere un seminario sulla terapia del comportamento, cui presero parte Vittorio Guidano, Giovanni Liotti, Stefania Borgo e Lucio Sibilia. Il 10 novembre 1972 fondò insieme a un manipolo di colleghi, quali Harry Gwynne Jones e Isaac Marks, l'Associazione britannica di psicoterapia comportamentale e venne eletto come primo presidente.
Tra il 1972 e il 1977 formò in terapia del comportamento all'ospedale Middlesex e a Roma Stefania Borgo e Lucio Sibilia, i quali nel 1975 lo invitarono a tenere un seminario su "La terapia comportamentale oggi" presso la prima clinica delle malattie nervose e mentali della Sapienza.
Nel 1982 la Società italiana di terapia comportamentale e cognitiva organizzò il primo congresso nazionale, invitando Meyer, Aaron Beck e Michael J. Mahoney tra gli altri eminenti clinici.
Suoi allievi che hanno continuato e sviluppato il suo lavoro sono stati Bruno Bara, David Lane, Ira Turkat e Paul Salkovskis.

## Opere
- Victor Campbell Meyer e Edward Stewart Chesser, Behaviour Therapy in Clinical Psychiatry, Harmondsworth, Penguin, 1970.
  -  La terapia comportamentale, traduzione di Giulio Perugia, Torino, Bollati Boringhieri, 1976.